# ويلارد ويبستر إغلستون
ويلارد ويبستر إغلستون (بالإنجليزية: Willard Webster Eggleston)‏ هو عالم نبات أمريكي، ولد في 28 مارس 1863 في بيتسفيلد في الولايات المتحدة، وتوفي في 25 نوفمبر 1935 في واشنطن العاصمة في الولايات المتحدة.